# Liste der Monuments historiques in Écueil
Die Liste der Monuments historiques in Écueil führt die Monuments historiques in der französischen Gemeinde Écueil auf.

## Liste der Objekte
| Bezeichnung                            | Beschreibung | Standort                                       | Kennzeichnung | Schutzstatus | Datum | Bild |
| -------------------------------------- | --- | ---------------------------------------------- | ------------- | ------------ | ----- | ---- |
| Hauptaltar                             | Altartisch und Retabel: Holz, farbig gefasst und vergoldet, um 1747; Gemälde Der heilige Antonius in der Wüste: Ölfarbe auf Leinwand, 1747 von Jacques oder Christian Marmotte | in der Kirche St-Crépin-et-St-Crépinien (Lage) | PM51001886    | Inscrit      | 1990  |      |
| Taufbecken                             | Stein, 17. Jahrhundert | in der Kirche St-Crépin-et-St-Crépinien (Lage) | PM51001888    | Inscrit      | 1990  |      |
| Skulptur Mater dolorosa                | Holz, farbig gefasst, 16. Jahrhundert | in der Kirche St-Crépin-et-St-Crépinien (Lage) | PM51001884    | Inscrit      | 1990  |      |
| Kruzifix                               | Holz, farbig gefasst, 16. Jahrhundert | in der Kirche St-Crépin-et-St-Crépinien (Lage) | PM51001885    | Inscrit      | 1990  |      |
| Grabstein für Simon Clicquot-Blervache | Stein, bezeichnet 1796 | in der Kirche St-Crépin-et-St-Crépinien (Lage) | PM51000376    | Classé       | 1915  |      |
| Gemälde Anbetung der Hirten            | Ölfarbe auf Leinwand, 18. Jahrhundert | in der Kirche St-Crépin-et-St-Crépinien (Lage) | PM51001887    | Inscrit      | 1990  |      |